# Gat siamès

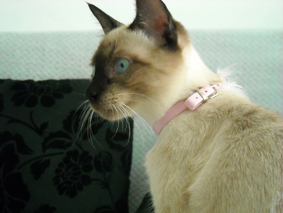
Gat siamès

El gat siamès (o siamés) és una raça de gat originària de Tailàndia. En aquesta raça es distingeix per una banda el siamès modern o siamès pròpiament dit, i per una altra el siamès tradicional o thai. Són races diferents, tot i que semblants i sovint confoses entre si. Existeixen nombroses varietats: Seal Point, Blue Point, Carey Point i Tabby Point, entre d'altres.

## Siamès modern
El siamès modern és una raça de gat provinent de l'antic regne de Siam, actualment Tailàndia. El 1880 foren portats a Anglaterra i el 1890 als Estats Units.
Aquest tipus de siamès des del 1950 fou guanyant protagonisme i resultà ésser l'escollit pels criadors i jutges d'exposicions felines. Potser és per això que es donà el nom "siamès" per al siamès modern, ja que és la varietat que durant totes aquestes dècades ha participat a nivell de competició.
L'estàndard del siamès modern indica un cos elegant, esvelt, estilitzat, flexible i ben musculós, amb un esquema de color denominat pointed. El seu cap és de forma triangular, el morro fi, els ulls són ametllats i oblics, les orelles són grans, el coll prim i llarg, del mateix mode que el seu cos i cua. El seu pèl és curt, brillant, fi, suau, premut i adherit al cos. El siamès es caracteritza pel seu esquema de color pointed típic, és a dir, per una coloració més fosca en els punts on la temperatura corporal és menor (extremitats, cua, cara i orelles), que contrasta amb la resta del cos. Alguns siamesos presenten acromelanisme.

## Siamès tradicional
El siamès tradicional o thai, per la seva part, és una raça de gat provinent de Tailàndia i equivalent al siamès antic. Si bé comparteix algunes característiques amb el siamès modern (per exemple, el patró de coloració) se'n diferencia per les seves formes arrodonides. Així, el thai presenta un cos més compacte i rodó, cap amb galtes plenes i arrodonides, morro més curt, orelles d'inserció alta, però no enormes, ulls allargats (no totalment oblics) celestes o blaus, cua més curta i generalment amb la punta més arrodonida i més gruixuda. Els colors acceptats són els mateixos que per al siamès modern.
Actualment organitzacions internacionals felines com TICA (The International Cat Association) i WCF (World Cat Federation) reconeixen el siamès tradicional com una nova raça denominada thai i, en conseqüència, amb un estàndard propi i diferent del del siamès modern.

## Caràcter i personalitat

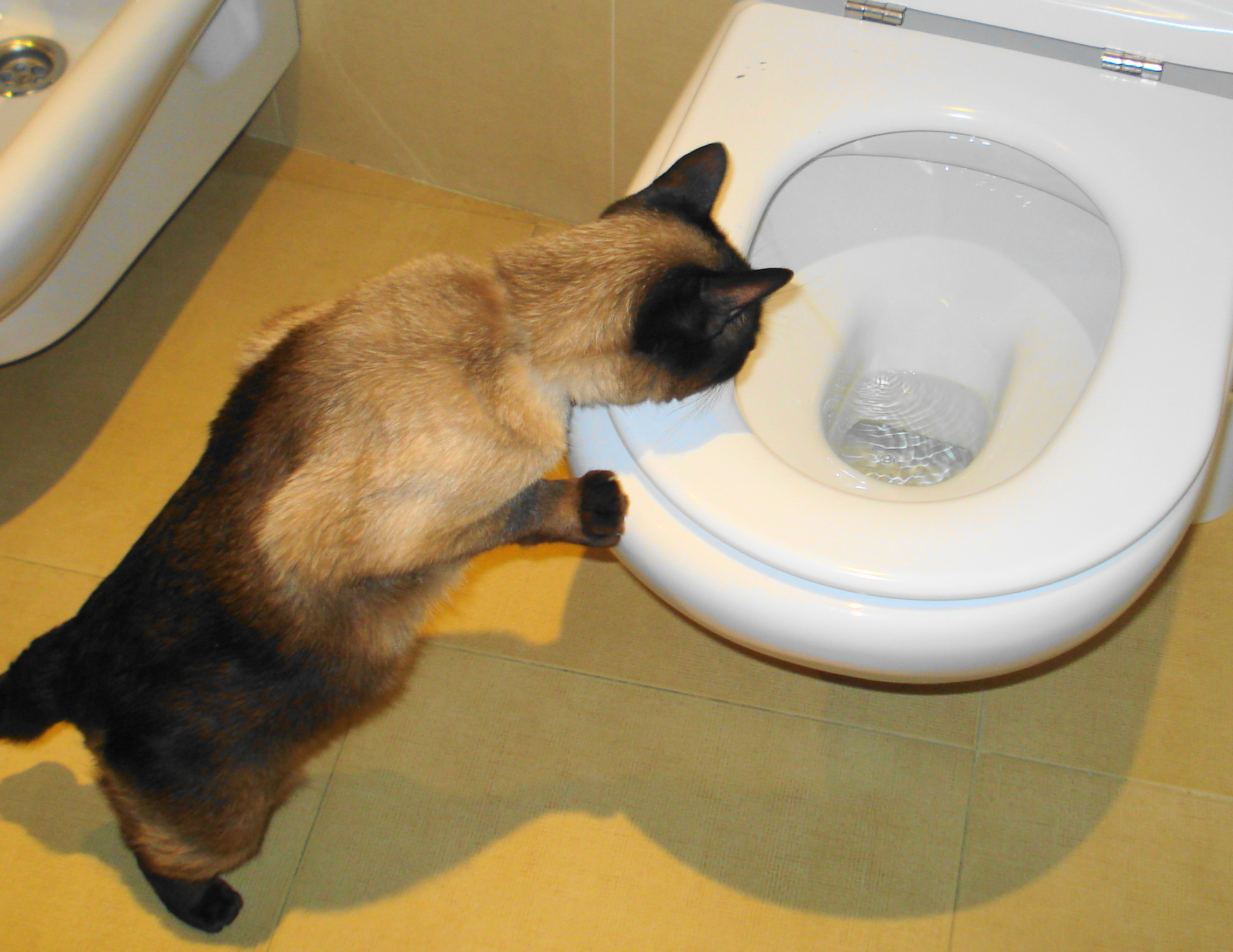
Els gats siamesos són molt curiosos per naturalesa

Dels animals domèstics, el gat, per naturalesa, és el que conserva major independència, i entre ells, la raça siamesa la que més. Els siamesos, tot i fidels a llurs amos, mai seran sotmesos, mostrant llur descontentament davant de situacions que no són del seu grat si bé amb una mínima educació es mostraran força submisos. Llur comportament està molt lligat a les persones, car és molt afectuós, que sol demostrar amb freqüència als amos. Alguns siamesos són molt sociables i sentiran curiositat per conèixer tantes persones com arribin a casa i altres correran a amagar-se'n just escoltar el timbre de la porta, tot i que sempre xafardejaran des de lluny els nous visitants. I aquesta és una de llurs principals qualitats: la curiositat, que tot i que és corrent en els gats, en aquesta raça és més acusada: investigarà tots els canvis que es produeixin en el seu hàbitat.
Tenen una agilitat extraordinària, demostrable per llur musculatura, molt més ferma que altres races de gats més assossegades. Així mateix, destaquen per llur hiperactivitat, típica de les races asiàtiques i llur energia desbordant, que demostren corrent i saltant per tota la casa. Com un company, destaca per ser alegre, curiós i molt afectuós. El gat siamès és el més afectuós de l'espècie i el més actiu.
Aspectes positius d'aquesta raça: en tenir el pèl curt, no requereix molts pentinats. Li agrada molt estar-se amb els seus amos i és d'una devoció inusual. Té un caràcter net, tranquil i curiós.
Aspectes negatius d'aquesta raça: és molt prolífic en el terreny sexual i en època de zel els seus miols poden resultar desagradables. No tolera bé l'absència prolongada dels seus amos. Té tendència a l'estrabisme (depenent de l'exemplar).

## Comportament
Els gats són animals de comportament peculiar, però hi ha pautes per poder entendre'ls millor. 

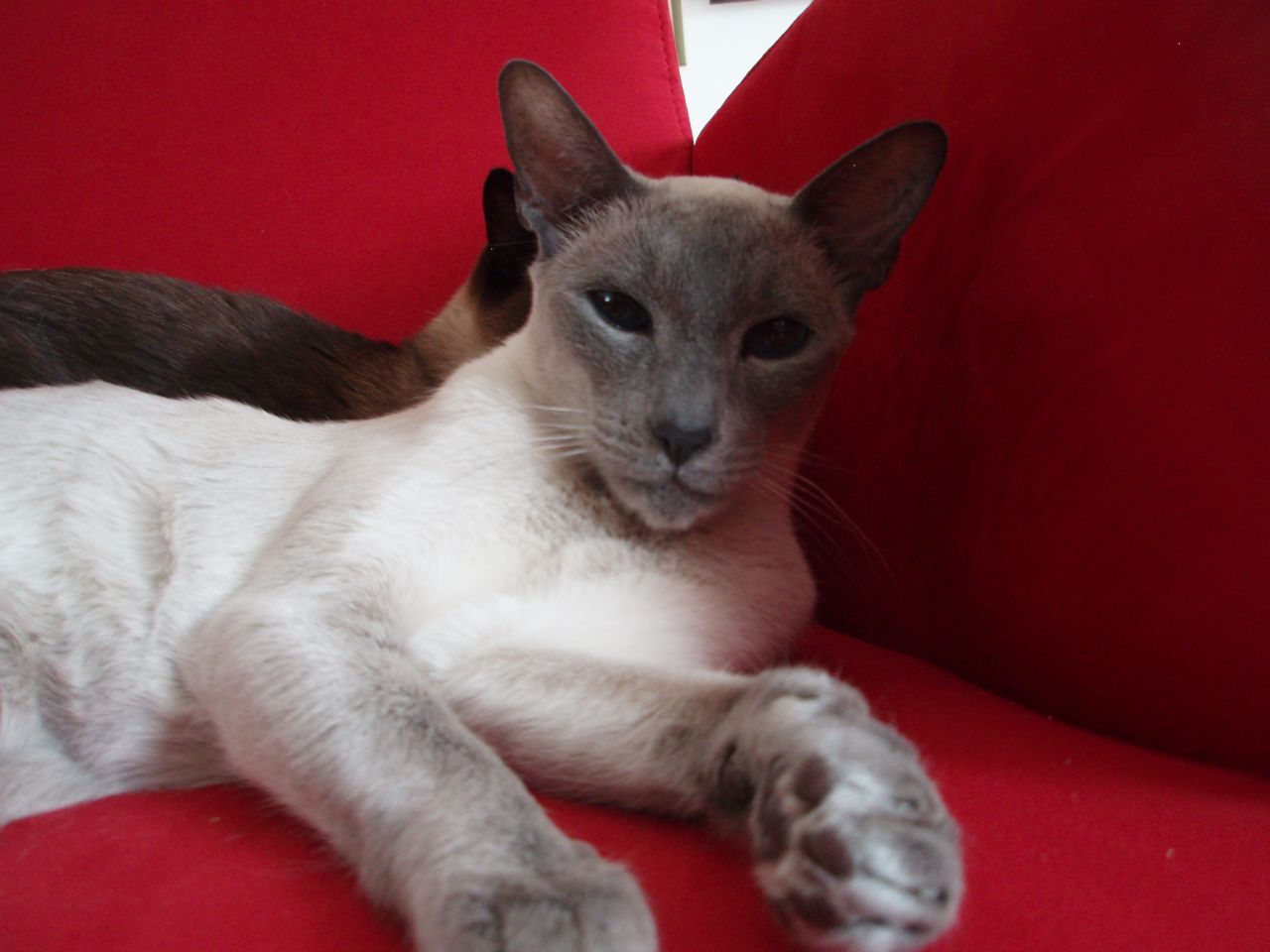
Siamès blue point

Net per naturalesa: El gat és molt meticulós en la seva higiene diària i dedica de l'ordre de 5 a 10 minuts per rentar tot el seu cos amb l'ajuda de la llengua. Aquest ritual imita a la neteja que la mare realitza amb les seves cries, de fet, és comú veure com dos gats es netegen recíprocament com a demostració de vincle entre ells. Quan un gat no efectua aquest ritual d'higiene és perquè està malalt o massa feble per fer-ho.
Dorm aproximadament 12 hores diàries: El gat passa la major part del dia dormint. S'ha observat que les hores de llum les passa dormint, mentre que sol espavilar-se a primera hora del matí i al capvespre.
No abandona la llar: El gat és un animal molt territorial que adora el lloc on es desenvolupa la seva vida, perquè aquest representa la seva llar i refugi, si bé és possible que realitzi algunes escapades per festejar a la seva parella, investigar els voltants o entrar en contacte amb altres gats. No accepta bé els canvis de residència podent passar, si aquests es produeixen, per un estat depressiu lleu.
Marca de territori: El gat necessita delimitar el seu territori com a demostració a altres gats que entren en una zona que no és seva. Normalment, per marcar "la seva zona", refrega el seu cos contra els objectes i, a vegades, efectua petites miccions.
Agressivitat: Sempre que se senti amenaçat, intentarà defensar-se. Encara que no solen atacar a altres gats, sí que pot donar el cas que dos gats es trobin en una gran baralla per una femella. Quan es tracta de defensar el seu territori, solen tractar-se més d'avisos (com bufar-se i petits cops amb les potes davanteres) que baralles greus.
Ronc: El ronc és un so sord i suau que emet el gat quan experimenta felicitat, alegria i sent que tot el que l'envolta està tranquil. Si bé de tot l'anterior, també pot fer roncs quan es troba greument malalt o feble.

## Alimentació
S'ha de tenir en compte que l'alimentació d'un gat no és la mateixa que un gos o un humà, per aquesta raó no podem donar-li aliments de la taula o aliments freds. Els aliments que mengen més habitualment són: fetges, carn fresca i tonyina.

## Galeria d'imatges

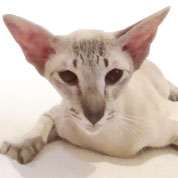
Siamès modern, Seal Lynx Point
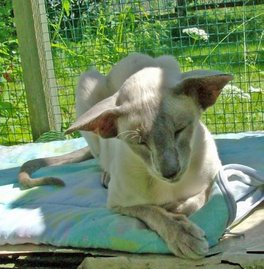
Siamès modern, blue point
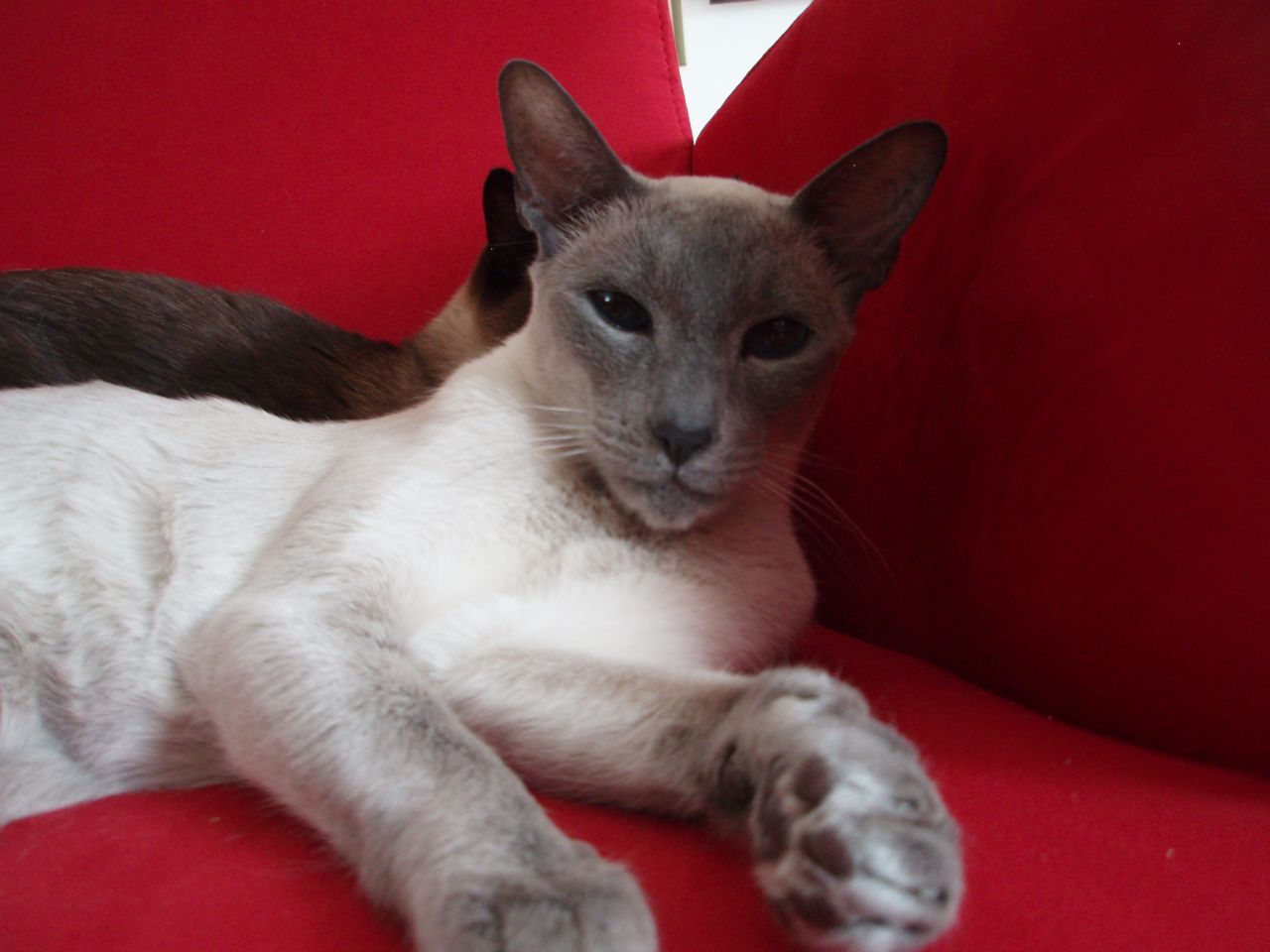
Siamès modern, blue point
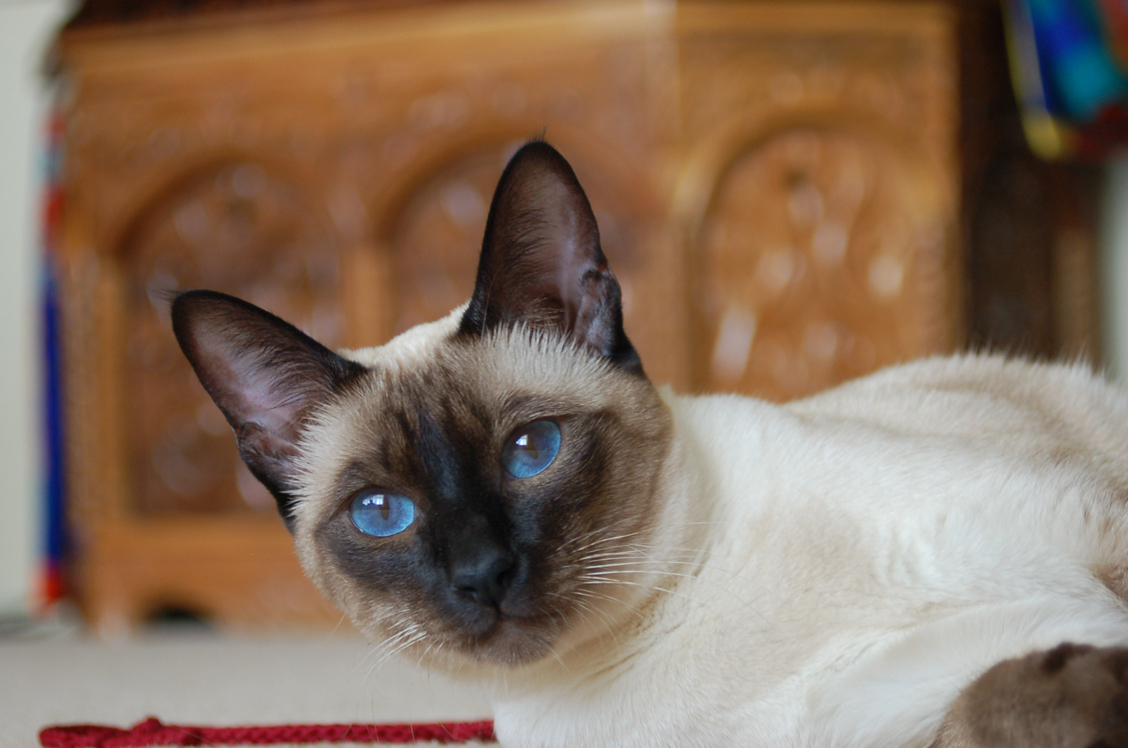
Siamès tradicional
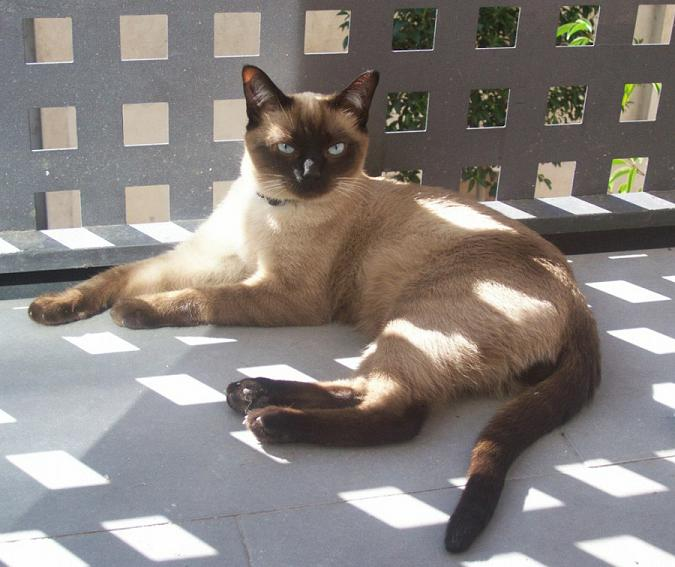
Siamès tradicional
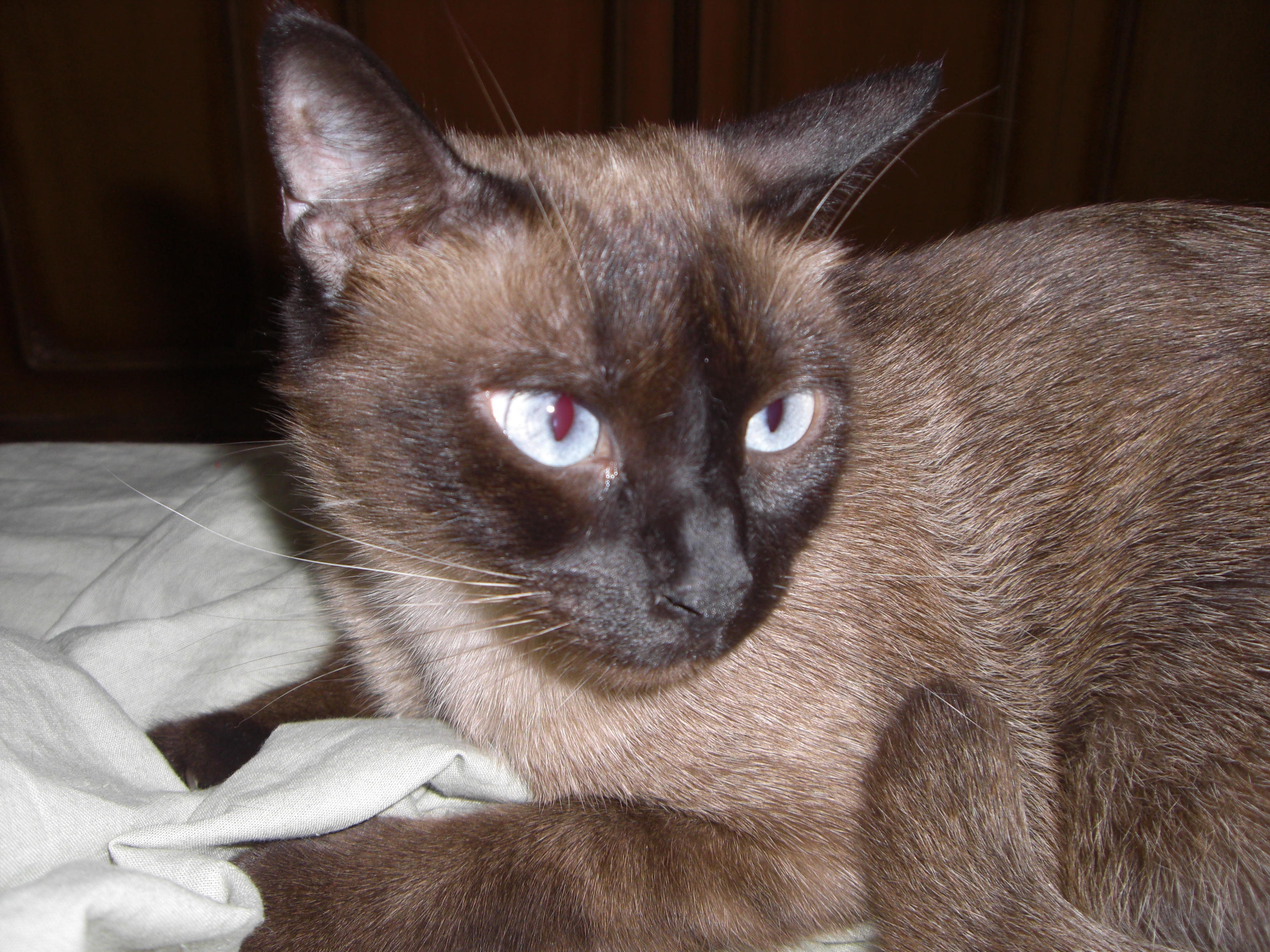
Gata siamesa tradicional
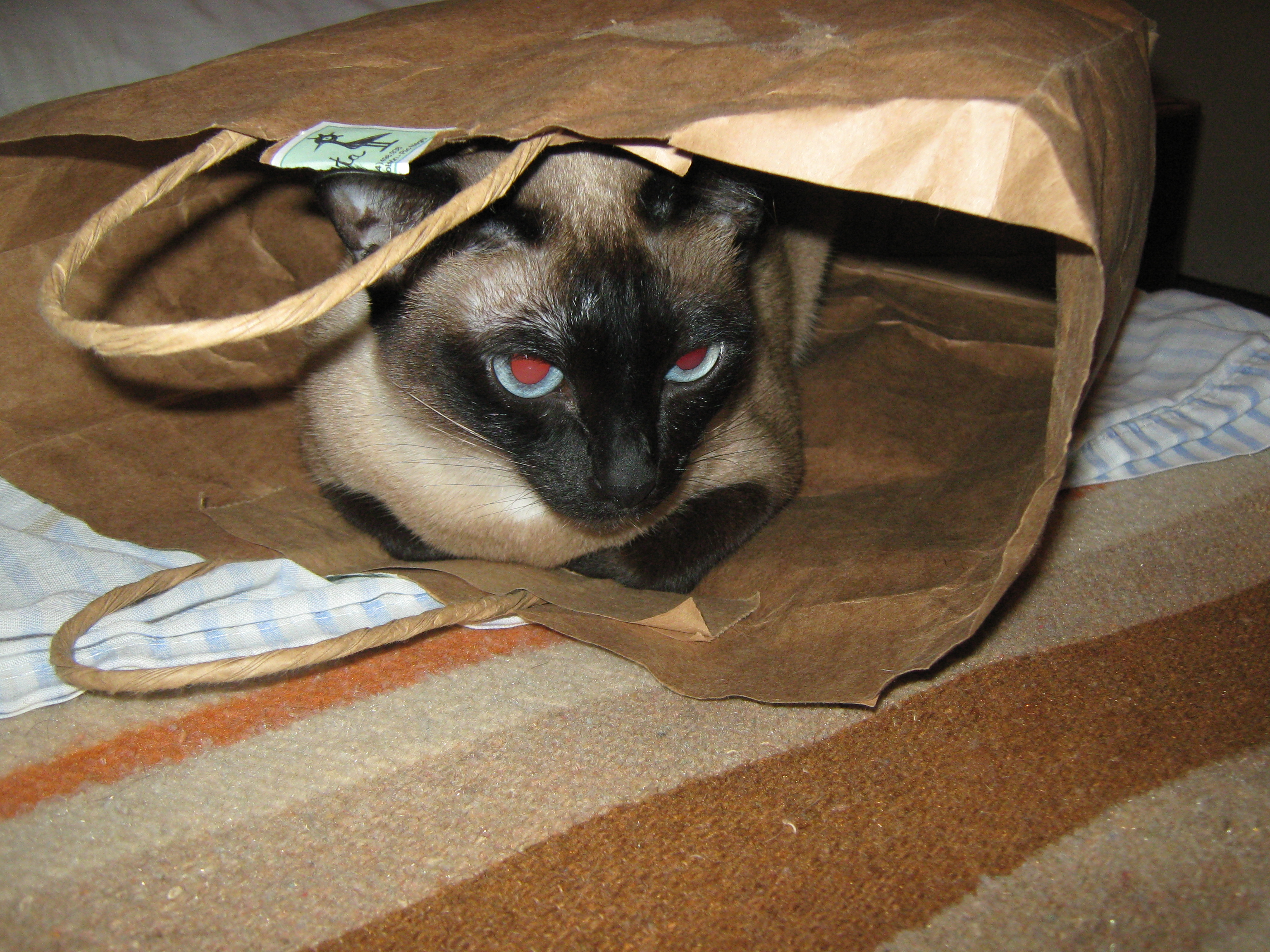
Siamesa tradicional descansant a dins d'una bossa.
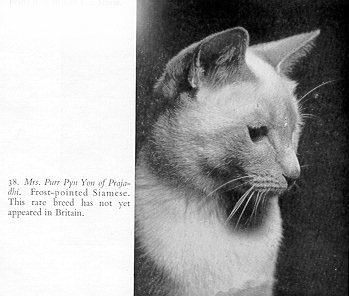
Siamès tradicional, Old Style Siamese
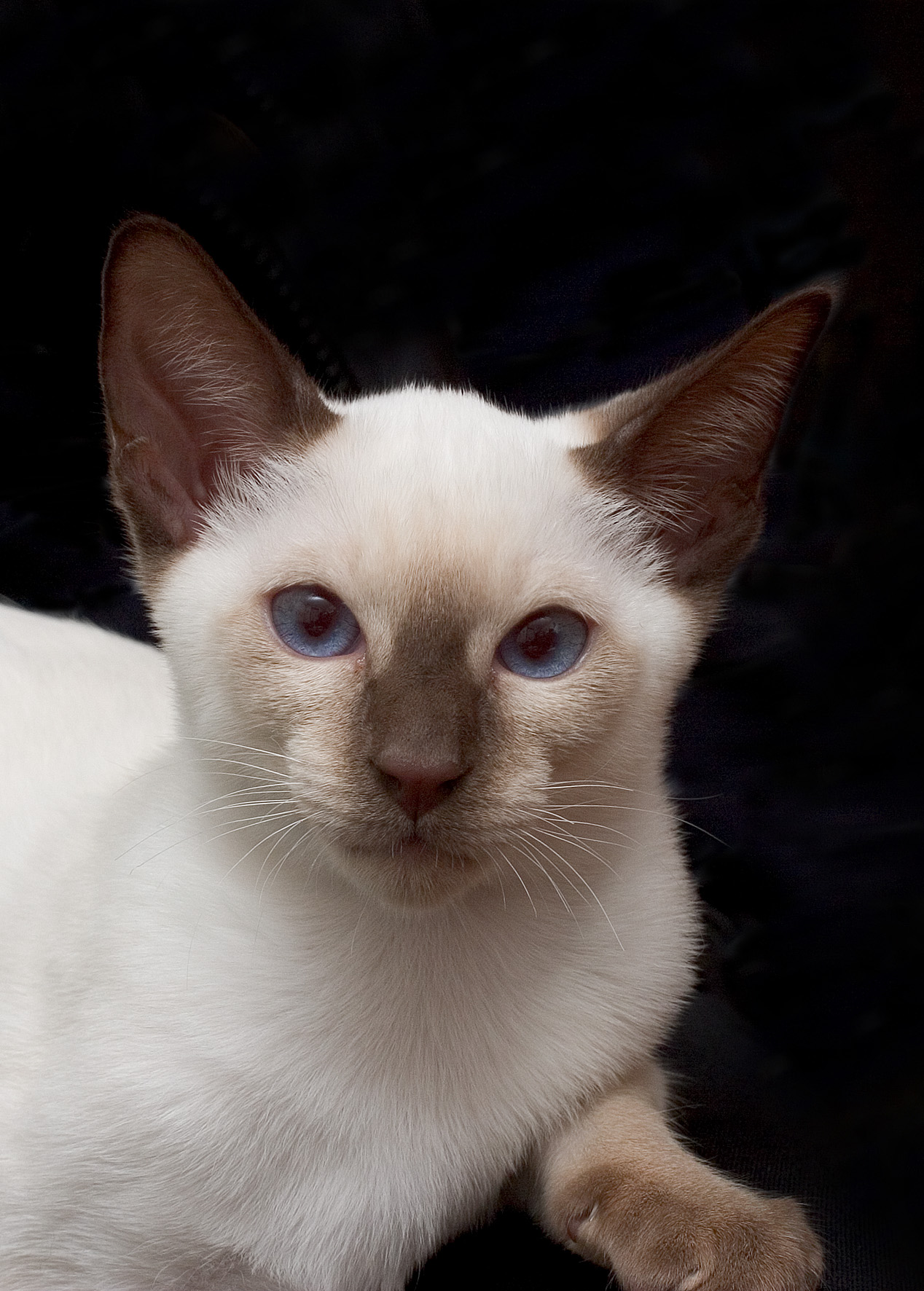
Siamès tradicional jove
Quadre dels gens del gat siamès (ampliar)